# Місяць на роздум
«Місяць на роздум» («Ойлануға кеткен ай») — радянський художній фільм 1980 року, знятий режисером Сергієм Шутовим на кіностудії «Казахфільм».

## Сюжет
Молоді люди покохали один одного і вирішили одружитися. Місяць, який їм дали на роздуми, допоміг героям по-новому подивитися на себе та на оточуючих, перевірити свої почуття.

## У ролях
- Гульнара Ісабекова — Аян
- Сагі Ашимов — Аристан
- Ерік Жолжаксинов — Талгат
- Нурмухан Жантурін — Актаєв
- Фарида Шаріпова — мати Аристана
- Жумабай Медетбаєв — батько Арістана
- Бікен Рімова — Гульнара Булатівна
- Тамара Логінова — Антоніна Микитівна
- Тамара Косубаєва — Рабігі-апа
- Сайдаль Абилгазін — актор театру
- Жексен Каїрлієв — актор театру
- Куляй Мураталієва — епізод
- Гульнара Єралієва — епізод
- З. Садвакасова — епізод
- Г. Сулейменов — епізод
- Іскандер Тинишпаєв — доцент Ахмеджан Кадирович

## Знімальна група
- Режисер — Сергій Шутов
- Сценарист — Маргарита Соловйова
- Оператор — Олександр Нілов
- Композитор — Тлес Кажгалієв
- Художник — Олександр Ророкін